# Mansión de Ilga
La Mansión de Ilga (en letón: Ilgas muiža) es una casa señorial en la parroquia de Skrudaliena, municipio de Augšdaugava en la región de Selonia de Letonia. Localizada al sudeste de Daugavpils cerca de la frontera con Bielorrusia, es utilizada actualmente como lugar de enseñanza por la Universidad de Daugavpils. La renovación del edificio fue completada en 2012 con la ayuda de fondos europeos.

## Historia
La mansión fue construida en la década de 1890 por el arquitecto alemán del Báltico Wilhelm Neumann y fue usada como pabellón de caza.